# Агирре (департамент)
Департамент Агирре  (исп. Departamento de Aguirre) — департамент в Аргентине в составе провинции Сантьяго-дель-Эстеро.
Территория — 3692 км². Население — 7610 человек. Плотность населения — 2,10 чел./км².
Административный центр — Пинто.

## География
Департамент расположен на юго-востоке провинции Сантьяго-дель-Эстеро.
Департамент граничит:
- на севере — с департаментом Авельянеда
- на северо-востоке — с департаментом Бельграно
- на востоке — с провинцией Санта-Фе
- на юге — с департаментом Ривадавия
- на юго-западе — с департаментом Митре
- на западе — с департаментом Салавина

## Административное деление
Департамент включает 2 муниципалитета:
- Пинто
- Мальбран

## Важнейшие населенные пункты[3]
| № | Населённый пункт             | Населённый пункт (исп.)          | Категория | Население чел. (2010) | На карте                        |
| - | ---------------------------- | -------------------------------- | --------- | --------------------- | ------------------------------- |
| 1 | Вилья-Хенераль-Митре (Пинто) | Villa General Mitre (Est. Pinto) | город     | 4678                  | 29°08′36″ ю. ш. 62°39′18″ з. д. |
| 2 | Мальбран                     | Malbrán                          | поселок   | 1098                  | 29°20′51″ ю. ш. 62°26′23″ з. д. |
| 3 | Касарес                      | Casares                          | поселок   | 122                   | 28°56′50″ ю. ш. 62°48′00″ з. д. |
| 4 | Архентина                    | Argentina                        | поселок   | 64                    | 29°32′10″ ю. ш. 62°15′58″ з. д. |